# Dvojzoborožec žlutozobý
Dvojzoborožec žlutozobý (Buceros bicornis), známý také pod názvem dvojzoborožec indický, je největší zástupce čeledi zoborožcovitých. Obývá tropické pralesy v Indii, Sumatře, Indonésii a na Malajském poloostrově.

## Popis
Dvojzoborožec žlutozobý je velký, 1,2–1,5 m vysoký pták s hmotností kolem 3 kg. Samice je podstatně menší než samec, především má menší zobák s nástavcem a bílou oční duhovku, která se liší od samcovy červené. Nejnápadnějším znakem je masivní žlutočerná helmice a obrovský zobák, který dělá dojem že je velmi masivní a těžký. Přitom je spolu s helmicí stavěn z lehké porézní kostní tkáně, kryté rohovitou krustou. Účel helmice je stále nejasný. Předpokládá se však, že slouží při námluvách. Zobák, helmice, bílá část hlavy a krk bývají často zbarvené jasně žlutě olejnatým sekretem z kostrční žlázy, jímž se pták natírá při čištění peří.

## Chování
Tento druh dvojzoborožce obývá patro stromových korun, kde se pohybuje skákáním a poletováváním. Živí se převážně plody, zvláště fíky, ale nepohrdne ani malými savci, ptáky, ještěrkami, hady a hmyzem. Zdržuje se v monogramických párech v rozvolněných dvou- až čtyřicetičlenných skupinách. Při páření se seskupují až do 20členných skupin.
Samice si staví hnízdo vystlané trávou v dutinách velkých a masivních stromů, kde se doslova zazdí svými výkaly a blátem. Nechá přitom v blatnaté přepážce jen malý otvor, kudy jí samec podává čerstvě sehnanou potravu. Během tohoto období je na samce plně závislá. Do hnízda rodí 1-3 vejce, která se inkubují po dobu 30 až 40 dnů. V dutině stromu proběhne i její kompletní každoroční línání.

## Kulturní význam
Pro místní domorodé kmeny představuje dvojzoborožec žlutozobý posvátné zvíře, které loví a používají k různým rituálům různé části jeho těla. Krev ptačích mláďat se např. využívá jako konejšivý prostředek pro zesnulé duše.[zdroj⁠?!] Jejich pera se využívají na nejrůznější čelenky a jejich lebky a kosti jsou využívány na výrobu různých ozdob. Záchranné programy se již několikrát pokoušely pro záchranu tohoto druhu opatřit domorodým kmenům pera z dvojzoborožců chovaných v zajetí a keramické náhražky pravých helmic.[zdroj⁠?!]
Je také státním ptákem Kéraly v Indii a dvojzoborožec jménem William, který zemřel v roce 1920, je symbolem Přírodovědné společnosti Bombay.

## Ohrožení
Kvůli masivní ztrátě přirozeného biomu a stále neutuchajícímu lovu v některých oblastech je podle Červeného seznamu ohrožených druhů (IUCN) zařazen do kategorie zranitelných druhů. V CITES nalezneme dvojzoborožce žlutozobého v příloze I.

## Chov v zajetí
Chov dvojzoborožce žlutozobého v zajetí je kvůli jeho náročnosti poměrně složitý a na celém světě se v zajetí chová jen několik málo desítek jedinců. V umělých odchovech se krmí převážně ovocem a jinými produkty bohatými na bílkoviny, občas i masem.
V evropských zoo bylo v létě 2019 chováno pouze 36 jedinců, a to v 15 zařízeních.
V Česku chovají dvojzoborožce žlutozobého Zoo Praha a Zoo Zlín. V Zoo Zlín se v roce 2018 podařil český prvoodchov.

### Chov v Zoo Praha
Dvojzoborožec žlutozobý, v českých zoo označovaný jako dvojzoborožec indický, je v Zoo Praha chován dlouhodobě, již od roku 1955. Tehdejší pár byl dovezen z indické Kalkaty. současný pár se jmenuje Seeta (samice, příchod do zoo v roce 1989) a Radja (samec, příchod do zoo 1993). Ačkoliv hnízdili, nikdy neodchovali potomky. Ke konci roku 2017 byli chováni dva samci a jedna samice. To samé platilo o rok později. V závěru února 2019 byl na doporučení evropského koordinátoru chovu tohoto druhu přivezen pár ze Zoo Dublin. Cílem je spojit novou samici s jedním ze dvou "pražských" samců ve snaze o úspěšné zahnízdění.
Tento druh je k vidění v dolní části zoo v soustavě voliér mezi expozicí tučňáků a výběhem tapírů jihoamerických, naproti vstupu do expozičního celku Vodní svět a opičí ostrovy.

## Galerie

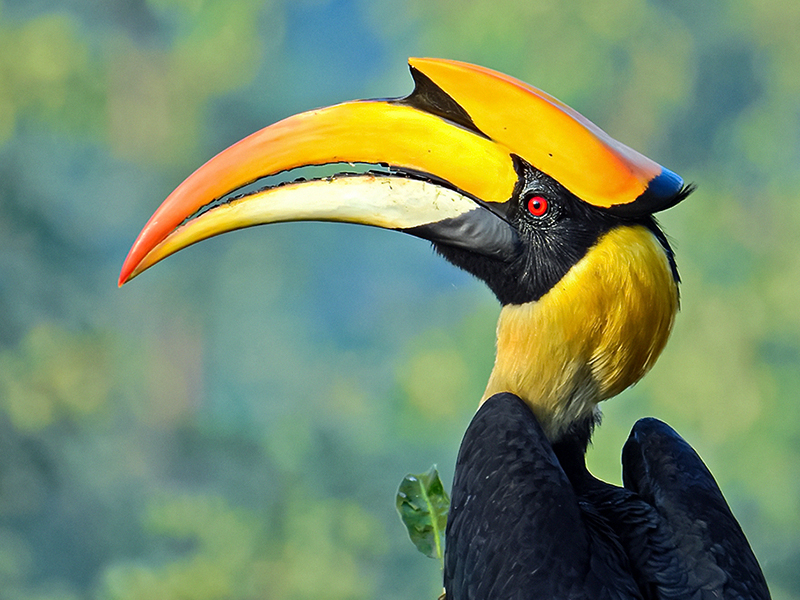
Detail hlavy
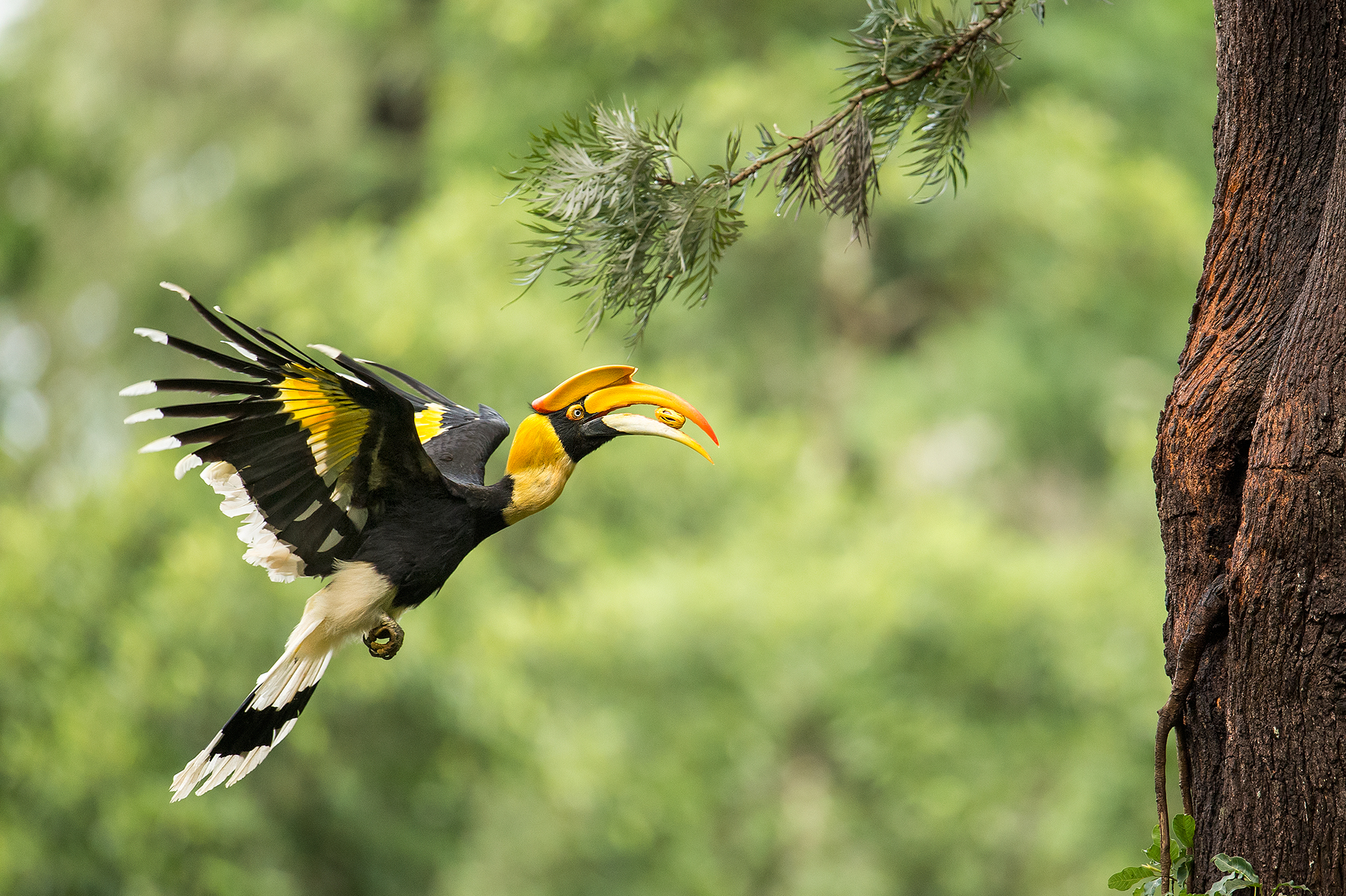
V letu
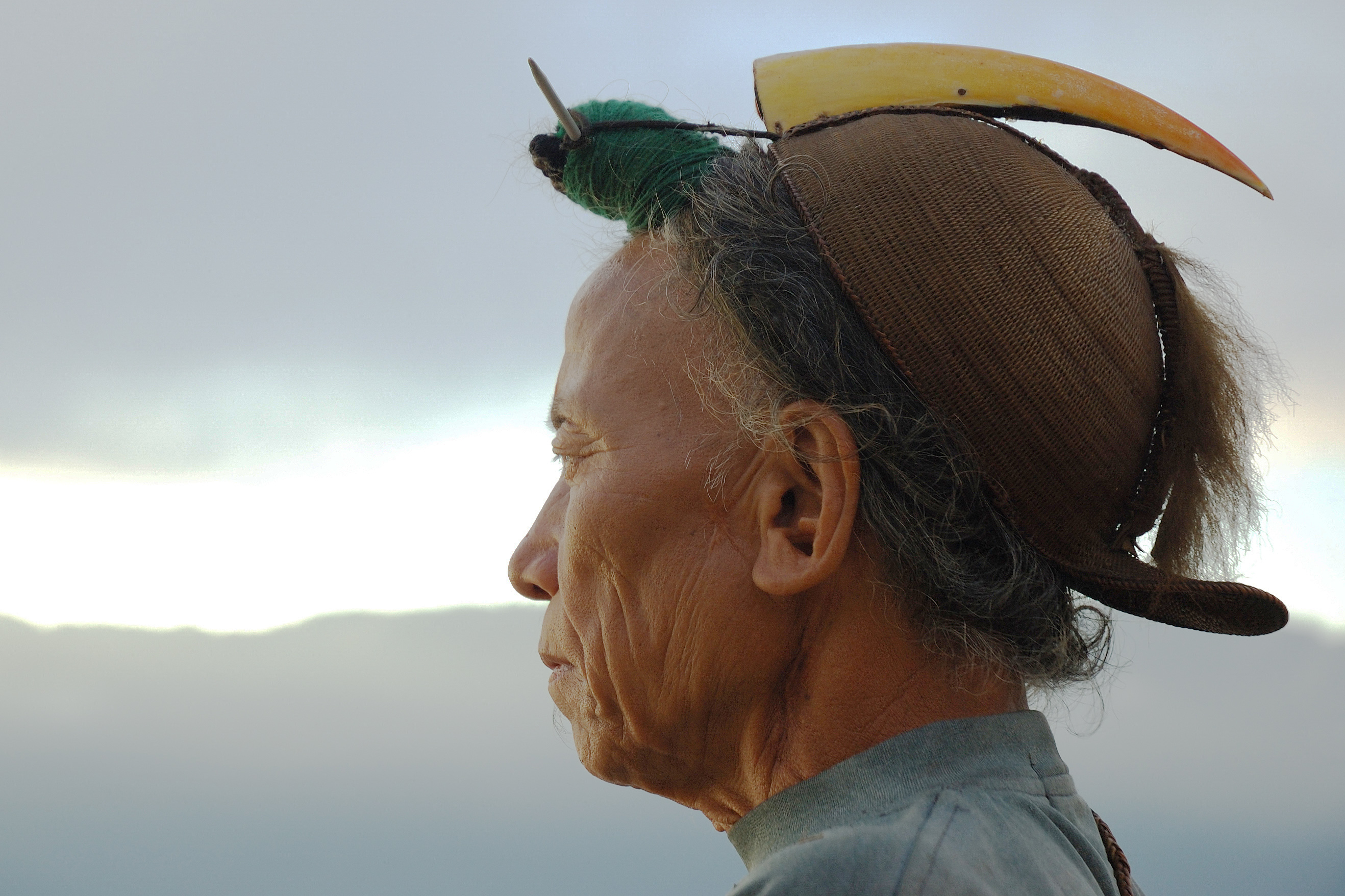
Domorodý obyvatel s čelenkou se zobákem dvojzoborožce žlutozobého